# Enmegalana
Enmegalana – według Sumeryjskiej listy królów czwarty z legendarnych władców sumeryjskich, który panować miał przed potopem w mieście Bad-tibira przez 28800 lat.